# Nørre Alslev Kommune
Nørre Alslev Kommune i Storstrøms Amt blev dannet ved kommunalreformen i 1970. Ved strukturreformen i 2007 indgik den i Guldborgsund Kommune sammen med Nysted Kommune, Sakskøbing Kommune, Stubbekøbing Kommune, Sydfalster Kommune og det meste af Nykøbing Falster Kommune.

## Tidligere kommuner
Nørre Alslev Kommune blev dannet ved sammenlægning af 7 sognekommuner:
| Kommune                    | Folketal 1. januar 1970 | Byer                                 |
| -------------------------- | ----------------------- | ------------------------------------ |
| Gundslev                   | 811                     |                                      |
| Kippinge-Brarup-Stadager   | 1.827                   | Øster Kippinge og en del af Guldborg |
| Nørre Alslev-Nørre Kirkeby | 1.936                   | Nørre Alslev                         |
| Nørre Vedby                | 1.784                   | Orehoved                             |
| Torkilstrup-Lillebrænde    | 1.003                   |                                      |
| Vålse                      | 635                     | Vålse                                |
| Ønslev-Eskilstrup          | 2.091                   | Ønslev og Eskilstrup                 |
| I alt                      | 10.087                  |                                      |

Hertil kom 1 matrikel fra Tingsted Sogn i Nykøbing Falster Kommune, som til gengæld fik 2 ejerlav med undtagelse af 4 matrikler fra Ønslev Sogn.

## Sogne
Nørre Alslev Kommune bestod af følgende sogne, alle fra Falsters Nørre Herred:
- Brarup Sogn
- Eskilstrup Sogn
- Gundslev Sogn
- Kippinge Sogn
- Lillebrænde Sogn
- Nørre Alslev Sogn
- Nørre Kirkeby Sogn
- Nørre Vedby Sogn
- Stadager Sogn
- Torkilstrup Sogn
- Vålse Sogn
- Ønslev Sogn

## Borgmestre[3]
| Periode   | Navn          | Parti   |
| --------- | ------------- | ------- |
| 1970-1982 | Ole Kragh     | Venstre |
| 1982-1990 | Ole Rasmussen | Venstre |
| 1990-2006 | Niels Larsen  | Venstre |